# Aram Šáh
Aram Šáh byl druhým sultánem z mamlúcké dynastie v Dillíském sultanátu.

## Původ
Vztah mezi Aram Šáhem a Kutbuddínem Ajbakem (první dillíský sultán, který vládl v letech 1206-10) je předmětem kontroverze. Podle některých historiků byl Aram Ajbakův syn, avšak Minhaj-i-Siraj zdůrazňuje, že Ajbak měl pouze tři dcery. Abul Fazl učinil "udivující prohlášení", že Aram Šáh byl Ajbakovým bratrem. Moderní autoři přicházejí s názorem, že mezi nimi nebyl žádný vztah, ale že byl Aram zvolen pouze jako nástupce, jelikož byl vždy k dispozici.

## Následnictví
Neexistovala žádná pravidla o následnictví sultanátu. Aram byl zvolen turkickými emíry (šlechtici) v Láhauru, avšak nebyl schopen řídit království. Skupina čtyřiceti elitních šlechticů, známých jako Chihalgani, se proti němu brzy spojili a pozvali si Šamsuddín Iltutmiše, guvernéra z Budaunu, aby Arama nahradil. Oba pochodovali směrem k Dillí, jeden z Láhauru, druhý z Budaunu. Setkali se na planině nedaleko Dillí v roce 1211, kde Šamsuddín Arama porazil.
Je nejasné zda byl Aram mučen, zabit v boji a nebo popraven ve vězení.